# Vocaloid
Vocaloid (ボーカロイド Bōkaroido?) är ett datorprogram för syntetisk sång utvecklat av Yamaha Corporation. Programmet syntetiserar en sångröst efter den text och melodi som användaren skriver in. Det finns olika slags sångröster, varje sångröst kan ha en egen karaktär och sångartist.
Hatsune Miku är det första programmet inom serien Vocaloid2 som kom ut den 31 augusti 2007. Namnet kommer av japanskans hatsu (初 första?), ne (音 ljud?), och miku (未来 framtid?). Hatsune Miku var den populäraste  Vocaloiden 2021.
Det finns även en manga, Hatsune Mix, som handlar om Vocaloider. Denna är dock inte en officiell tolkning av karaktärerna.

## Lista över existerande Vocaloider
VOCALOID 1: 
LEON, LOLA, MIRIAM, MEIKO, och KAITO är de existerande VOCALOID 1.
VOCALOID 2:
Hatsune Miku, Kagamine Rin, Kagamine Len, Prima, Gackpoid, Megurine Luka, Megpoid, SONiKA, SF-A2 codename miki, Kaai Yuki, Kiyoteru Hiyama, BIG AL, sweet Ann, Tonio, Lily, VY1, Gachapoid, Nekomura Iroha, Utatane Piko och VY2 är de existerande VOCALOID 2.
VOCALOID 3:
VY1v3, Mew, V3 Megpoid, SeeU, Tone Rion, OLIVER, CUL, Yuzuki Yukari, Bruno, Clara, IA, V3 Megpoid - Native, Aoki Lapis, V3 Lily, Luo Tianyi, V3 Gackpoid, galaco, VY2v3, MAYU, AVANNA, KAITO V3, Megpoid English, ZOLA PROJECT, YANHE, Hatsune Miku V3 English, YOHIOloid, Hatsune Miku V3, MAIKA, Merli, Macne Nana (VOCALOID3), MEIKO V3, kokone, anon & kanon, v flower, Tohoku Zunko, IA ROCKS, galaco NEO, Rana, Gachapoid V3, Chika, Xin Hua och Yuezheng Ling är de existerande VOCALOID 3.
VOCALOID NEO: (VOCALOID 3 för Mac)
VY1v3 NEO, Mew NEO, ZOLA Project NEO, Aoki Lapiz NEO, VY2v3 NEO, Hatsune Miku V3 English, Hatsune Miku V3, V3 Megpoid, CUL (VOCALOID3), V3 Megpoid - Native, V3 Lily, V3 Gackpoid, Megpoid English, IA, MAIKA, Yuzuki Yukari, Merli NEO, Macne Nana (VOCALOID3), MEIKO V3, kokone, KAITO V3, anon & kanon, v flower, Tohoku Zunko, IA ROCKS, galaco NEO, Gachapoid V3 och Chika är de existerande VOCALOID NEO.
VOCALOID 4:
VY1v4, CYBER DIVA, Yuzuki Yukari V4, Megurine Luka V4X, Gackpoid V4, SF-A2 miki V4, Nekomura Iroha V4, v4 flower och Sachiko är de nuvarande existerande VOCALOID 4.